# Chris Warren Jr.
Chris Warren Jr. est un acteur américain, né le 15 janvier 1990 à Indianapolis, en Indiana (États-Unis).

## Carrière
Chris Warren Jr. a est connu pour avoir participé à certains films tels que Love and Basketball en 2000. De 2004 à 2005, il joue Jimmy Ramírez dans le soap opera The Bold and the Beautiful. Chris apparaît pour la première fois en tant que Zeke dans High School Musical.
Il joue dans Good Luck Charlie avec sa co-vedette Bridgit Mendler de Alvin et les Chipmunks 2. En 2017, il joue dans le film de Jason Michael Brescia (Romance) In the Digital Age. En 2019, joue Jason Parker dans la série télévisée Grand Hotel.

## Vie privée
Chris Warren est né à Indianapolis, il est le fils de Christopher Warren Sr. et de l'actrice Brook Kerr.

## Filmographie
- 1999 : Becker (série télévisée) : Rob ;
- 1999 : Any Day Now (série télévisée) ;
- 2000 : Love and Basketball : Kelvin ;
- 2000 : Shoe Shine Boys : Witness ;
- 2000 : Les Chemins de la dignité (Men of Honor) : Young Carl Brashear ;
- 2005 : Zoé (Zoey 101) (série télévisée) : Darrell ;
- 2005 : Amour, Gloire et Beauté (The Bold and the Beautiful) (feuilleton TV) : Jimmy Ramírez ;
- 2005 : American Gun : Marcus ;
- 2005 : Allie Singer (série télévisée) ;
- 2006 : High School Musical (TV) : Zeke Baylor ;
- 2006 : The Bernie Mac Show (série télévisée) : Jason ;
- 2007 : Just Jordan (série télévisée) : Critter ;
- 2007 : High School Musical 2 (TV) : Zeke Baylor ;
- 2008 : Menace sur Washington (TV) : James Piersall ;
- 2008 : High School Musical 3 : Zeke Baylor ;
- 2009 : Alvin et les Chipmunks 2 : Xander ;
- 2010 : Bonne chance Charlie : Justin ;
- 2011 : Hard Times : Patterson (série télévisée);
- 2015-2016 : The Fosters : Ty Hensdale ;
- 2019 : Grand Hotel : Jason ;
- depuis 2020 : Sistas : Hayden Moss.
- 2023 : Grey's Anatomy